# Мінаміде Тайсін
Мінаміде Тайсін (1 січня 1996) — японський плавець.
Учасник Олімпійських Ігор 2020 року.